# Volej

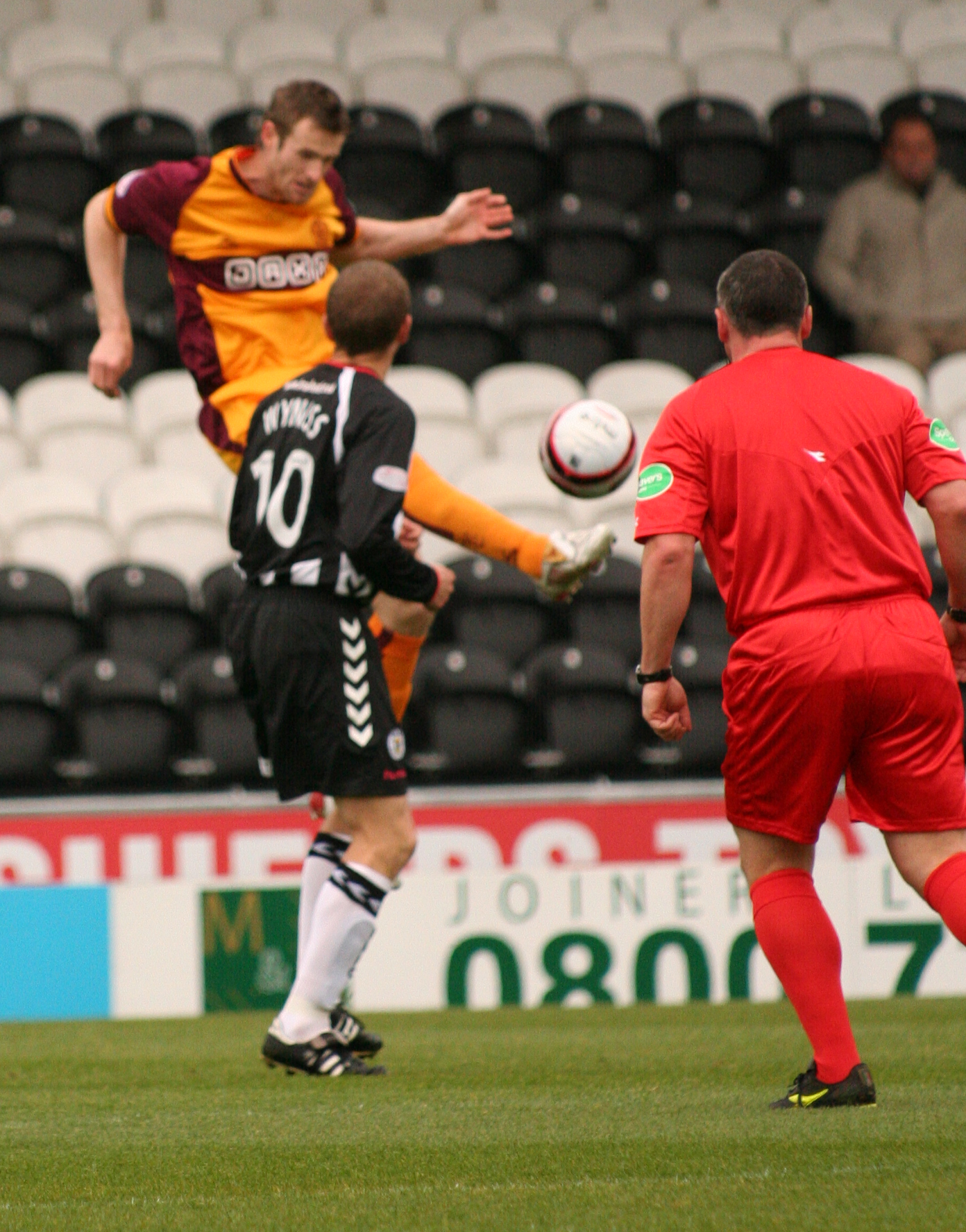
Fotbalista odehrává míč z voleje

Volej (z anglického volley) je termín používaný v některých míčových sportech pro odehrání míče (případně puku nebo jiného herního předmětu) za letu rovnou ze vzduchu, aniž by míč stačil dopadnout na zem.

## Jednotlivé sporty

### Tenis
V tenise je volej jedním ze základních běžně užívaných úderů, používaným zejména v blízkosti sítě.

### Volejbal
Volejbal je podle tohoto úderu přímo pojmenován, protože se míč ve volejbale odehrává vždy přímo z voleje; jakmile se míč dotkne země, rozehra končí.

### Fotbal
Ve fotbale se odehrání míče z voleje po vysoké nahrávce vzduchem používá zejména v útočných akcích, čímž útočník ušetří čas, který by potřeboval pro zpracování přihrávky, takže obránci a brankář mají menší možnost na střelu reagovat. Přesná střela z voleje však vyžaduje dobré technické schopnosti hráče. Z voleje ale také mohou míč odehrávat obránci těsně před útočníkem, když nemají čas a prostor míč zpracovat, případně by pokus o zpracování vedl k riziku ztráty míče v nebezpečném prostoru.

### Lední hokej
V ledním hokeji se odehrávání puku z voleje objevuje méně často, protože se puk hraje zpravidla po ledu; vystřelený letící puk spíše útočníci jen lehce přesměrují tečováním. Vysoké letící přihrávky, případně odražené plachtící puky však někdy hráči mohou zkusit vystřelit na branku z voleje. Je však zakázáno hrát hokejkou puk nad úrovní ramen hráče (jinak jde o hraní puku vysokou holí; pokud puk poté získá spoluhráč, je hra přerušena a znovuzahájena vhazováním mimo útočné pásmo) a pokud byl puk zasažen nad úrovní horní tyče branky, nemůže být z takové střely uznán gól.